# میکی ئیانگ
میکی ئیانگ (انگلیسی: Miki Yeung؛ زادهٔ ۱۴ فوریهٔ ۱۹۸۵) بازیگر اهل هنگ کنگ است.
از فیلم‌هایی که وی در آن‌ها نقش داشته است، می‌توان به د مثل دوستی د مثل دروغ، چه زندگی شگفت‌انگیزی و سه... بی‌نهایت اشاره نمود.